# Лужок (Орловская область)
Лужок — посёлок в Троснянском районе Орловской области. Входит в состав Воронецкого сельского поселения. Население — 30 чел. (2010).

## География
Лужок находится в юго-восточной части области на Среднерусской возвышенности.
Часовой пояс
посёлок Лужок, как и вся Орловская область, находится в часовой зоне МСК (московское время). Смещение применяемого времени относительно UTC составляет +3:00.

## Население
| 2010 |
| ---- |
| 30   |

Национальный состав
Согласно результатам переписи 2002 года, в национальной структуре населения русские составляли 78 % от общей численности населения в 45 жителей.